# Фридрих Август III (король Саксонии)
Фри́дрих А́вгуст III, полное имя: Фридрих Август Иоганн Людвиг Карл Густав Грегор Филипп Саксонский (нем. Friedrich August Johann Ludwig Karl Gustav Gregor Philipp von Sachsen; 25 мая 1865, Дрезден — 18 февраля 1932, Щодре, Нижнесилезское воеводство) — последний король Саксонии с 15 октября 1904 по 13 ноября 1918 года.

## Биография
Сын короля Саксонии Георга и его жены Марии Анны Португальской.

### Военная карьера
Фридрих Август поступил в королевскую саксонскую армию в 1877 году в качестве второго лейтенанта, несмотря на то, что ему было только 12 лет. Учитывая его королевский статус, он быстро вышел в передовые ряды армии. Служил сначала в № 100 Королевском Саксонском гренадерском полку.
Он был повышен до первого лейтенанта в 1883 году, капитана в 1887 году, майора в 1889 году и подполковника в 1891 году. В 1891 году он уже был командиром 1-го батальона № 108-го полка.
22 сентября 1892 года произведен в полковники и принял в командование № 108-й полк в тот же день.
20 сентября 1894 года 29-летний принц был повышен до генерал-майора и получил в командование 1-ю Королевскую Саксонскую пехотную бригаду (№ 45).
22 мая 1898 года получил чин генерал-лейтенанта и назначен командиром 1-й Королевской Саксонской пехотной дивизии (№ 23). Он возглавлял это подразделение до 26 августа 1902 года, когда он принял в командование XII (1-й Королевский Саксонский) корпус. Месяц спустя, 24 сентября был произведен в генералы пехоты. Он оставался командиром корпуса до осени 1904 года, когда стал 15 октября 1904 года королём Саксонии.
Официальная военная карьера Фридриха Августа закончилась с его вступлением на престол, хотя впоследствии он был произведен в генерал-фельдмаршалы (9 сентября 1912 года) — последний саксонский генерал, получивший фельдмаршальское звание.

### Семья
21 ноября 1891 года в Вене женился на эрцгерцогине Луизе Тосканской (1870—1947), дочери Фердинанда IV, великого герцога Тосканского. Они развелись в 1903 году. Из семи детей выжили шестеро:
- Фридрих Август Георг (1893—1943), наследный принц Саксонии (1904—1923), став священником, отказался от своих прав в 1923 году;
- Фридрих Кристиан (1893—1968), женился в 1923 году на принцессе Елизавете Елене Турн-и-Таксис;
- Эрнст Генрих (1896—1971), женился в 1921 году на принцессе Софии Люксембургской, затем морганатическим браком в 1947 году на актрисе Вирджинии Дюлон;
- Маргарита Карола Вильгельмина Саксонская (1900—1962), вышла в 1920 году замуж за принца Фридриха Гогенцоллерна (1891—1965)
- Мария Алиса Луитпольда Саксонская (1901—1990), вышла в 1921 году замуж за принца Франца Йозефа Гогенцоллерн-Эмдена (1891—1964)
- Анна Моника Пия Саксонская (1903—1976), вышла замуж в 1926 году за эрцгерцога Иосифа Франца Австрийского (1895—1957), затем в 1957 году за Реджинальда Казаняна (1905—1990).

### Царствование
Во время своего правления он беспокоился о равновесии сил между традицией и прогрессом. В 1913 году он освящал лейпцигский памятник Битве народов. Последний саксонский король ушёл от власти в результате Ноябрьской революции 13 ноября 1918 года, якобы со словами «Тогда выполняйте свою грязь сами!» (нем. Nun, dann macht doch euren Dreck alleine!, на саксонском диалекте Nu da machd doch eiern Drägg alleene!).

3 марки 1913 года, саксонская монета с портретом Фридриха Августа III